# George Keith Batchelor
George Keith Batchelor (* 8. März 1920 in Melbourne; † 30. März 2000 in Cambridge) war ein australischer Mathematiker und Physiker, der ein international führender Wissenschaftler in der Strömungsmechanik war.

## Leben und Wirken
Batchelor besuchte die Essendon und die Melbourne High School. Danach studierte er Mathematik und Physik an der Universität Melbourne mit dem Bachelor-Abschluss 1940 und dem Master-Abschluss 1941. Während des Zweiten Weltkrieges arbeitete er am Australian Aeronautical Research Laboratory an Strömungsproblemen von Flugzeugmotoren. Die Arbeit, die er dort unternahm, weckte sein Interesses für die Strömungsmechanik, die ihn von nun an sein ganzes Leben beschäftigte. Am Aeronautical Research Laboratory kam er zu der Überzeugung, dass die Turbulenz das wichtigste Problem sei, das in der Strömungslehre zu lösen sei, und er veröffentlichte über die Wechselwirkung von Flugzeugmodellen mit Windtunneln und hydrodynamischen Widerstand. Der führende britische Experte auf dem Gebiet der Turbulenz war Geoffrey Ingram Taylor, also schrieb Batchelor an Taylor, der am Cavendish Laboratory in Cambridge wirkte und erhielt 1945 eine Einladung. Er forschte über homogene Turbulenz nach Andrei Kolmogorow und präsentierte die Ergebnisse auf dem sechsten internationalen Kongress für Mechanik 1948.
Er wurde 1947 Fellow des Trinity College in Cambridge, wurde 1948 promoviert und erhielt 1951 den Adams Prize. 1948 gründete er ein Forschungsseminar über Hydrodynamik in Cambridge, das sich regelmäßig um halb fünf am Freitag traf. 1959 wurde er Reader in Hydrodynamik in Cambridge und Leiter des Department of Applied Mathematics and Theoretical Physics. 1964 wurde er Professor für Angewandte Mathematik in Cambridge.
Von ihm stammt ein Standardwerk der Strömungsmechanik (An introduction to fluid mechanics, zuerst 1967) und Forschungs-Monographien über Turbulenz. 1956 gründete er das Journal of Fluid Mechanics, dessen Herausgeber er bis 1999 war. Dabei bestand er neben wissenschaftlicher Qualität auch auf Klarheit der Darstellung. Batchelor war Herausgeber der Gesammelten Werke seines Lehrers G. I. Taylor.

## Ehrungen
1957 wurde Batchelor als Mitglied („Fellow“) in die Royal Society gewählt, die ihm 1988 die Royal Medal verlieh. 1959 wurde er in die American Academy of Arts and Sciences gewählt. Er war Mitglied der Polnischen Akademie der Wissenschaften, der Académie des Sciences (1984) und der National Academy of Sciences (1994) und Fellow der Australian Academy of Sciences. Batchelor ist der Preisträger der Timoschenko-Medaille des Jahres 1988. 1997 erhielt er die G. I. Taylor Medal und 1986 den Agostinelli Preis der Accademia dei Lincei.
Er war mehrfacher Ehrendoktor (Grenoble, Technische Universität Dänemarks, McGill University, University of Michigan, University of Melbourne, Universität Stockholm).

## Werke
- The Theory of Homogeneous Turbulence, Cambridge UP 1953, Reprint 1982
- mit A. A. Townsend: Turbulent Diffusion. Cambridge UP 1956
- An Introduction to Fluid Dynamics. Cambridge Mathematical Library series, Cambridge University Press, 1967, 2000, ISBN 0-521-66396-2.
- Herausgeber mit H. K. Moffatt, M. G. Worster: Perspectives in fluid dynamics, Cambridge UP 2002